# Камікава (Сайтама)

36°12′50″ пн. ш. 139°6′7″ сх. д. / 36.21389° пн. ш. 139.10194° сх. д.
Каміка́ва (яп. 神川町, かみかわまち, МФА: [kamʲikawa mat͡ɕi̥]) — містечко в Японії, в повіті Кодама префектури Сайтама. Станом на 1 жовтня 2008 площа містечка становила 47,42 км². Станом на 1 січня 2009 населення містечка становило 14 895 осіб.